# شيرلي أبوت
شيرلي أبوت (بالإنجليزية: Shirley Abbott)‏ (10 فبراير 1889 في المملكة المتحدة - 26 سبتمبر 1947 ببورتسموث في المملكة المتحدة) هو لاعب كرة قدم بريطاني (وحمل سابقاً جنسية المملكة المتحدة لبريطانيا العظمى وأيرلندا) في مركز الدفاع. لعب مع ديربي كاونتي وكوينز بارك رينجرز ونادي بورتسموث ونادي تشيسترفيلد وAlfreton Town F.C. ‏.